# آکیم هندز
آکیم هندز (انگلیسی: Akeem Hinds؛ زادهٔ ۲۶ نوامبر ۱۹۹۹) بازیکن فوتبال اهل بریتانیا است.